# کامپوچورا
کامپوچورا (به لاتین: Kampochora) یک منطقهٔ مسکونی در یونان است که در خیوس واقع شده‌است.